# Akpovi Akoègninou
Akpovi Akoègninou est un universitaire béninois né en 1950 à Savalou, dans le département des Collines au centre-sud du pays et mort le 7 mars 2025.
Il décrit en 2004, avec Lisowski, Thunbergia atacorensis, une espèce de plante de la famille des Acanthaceae, endémique dans la région de Natitingou au Bénin,.
Il décrit aussi, en 2004, Ipomoea beninensis, qui est une espèce de plante de la famille des Convolvulaceae, endémique des régions septentrionales du Bénin, avec Lisowski et Sinsin,.

## Biographie
Écologiste végétal béninois originaire de Savalou, Akpovi Akoègninou est professeur titulaire de botanique et responsable du Laboratoire de botanique et d'écologie végétale de l'Université d'Abomey-Calavi,.

## Domaines de compétence
- Plantes médicinales
- Phytothérapie
- Savane
- Ethnomédecine

## Publications
Liste partielle des publications d'Akpovi Akoègninou :
- 2012 : « Structure, ecological spectra and species dominance in riparian forests from Benin (West Africa) » in International Journal of Biological and Chemical Sciences, 2012, vol. 6, p. 37-50, [lire en ligne]
- 2012 : « Identification des microbes et teneur en eau des échantillons de miel produits et commercialisés au Benin » in Journal de la Société de biologie clinique, 2012, vol. 17, p. 46-51, [lire en ligne]

## Prix et récompenses
- 2012 : Chevalier de l’Ordre national du Bénin[7]